# 国際歯科研究学会
国際歯科研究学会（こくさいしかけんきゅうがっかい、International Association for Dental Research;IADR）とは、歯学を中心とした学問を取り扱う専門学術団体の一つである。

## 概要
1920年12月10日に設立される。学会の公式雑誌としてジャーナル・オブ・デンタル・リサーチを出版している。

## 本部
- 1619 Duke Street, Alexandria, VA 22314-3406 USA